# 乌克兰国民大会—乌克兰人民自卫
乌克兰国民大会—乌克兰人民自卫（烏克蘭語：Українська Національна Асамблея-Українська Народна Самооборона，羅馬化：Ukrainska Natsionalna Asambleia-Ukrainska Narodna Samooborona，缩写为УНА-УНСО，UNA-UNSO）是乌克兰的一个民族主义组织。它的政治分支于2014年5月22日与極右翼政黨右區合并，但自身仍独立运作。根据安德烈亚斯·乌姆兰和安东·谢霍夫佐夫的说法，乌克兰国民大会—乌克兰人民自卫成立于1991年，是“由曾在蘇聯武裝部隊服役的乌克兰国民大会成员组成的编队……对抗國家緊急狀態委員會”。